# 同順
同順（？年—？年），成都駐防滿洲鑲黃旗順林佐領下人，咸豐二年繙譯進士。

## 生平
- 由附生中式辛亥科繙譯舉人
- 咸豐二年（1852年），中式壬子恩科繙譯進士。引見以主事用簽分吏部，咸豐六年五月補考功司主事，七年正月保送河工學習，引見奉旨發往東河差遣委用，欽此，四月初二日到工，九年三月初二日學習期滿，保奏於六月十四奉上諭著留於東河以同知補用，該員現有委辦事件，准其俟補缺時再行送部引見，欽此，於六月二十二日到工，十一年十一月內題署泇河同知[1]。
- 以主事分吏部補考功司主事七年，簡派學習河務[2]。